# Warmińskie Towarzystwo Historyczne
Warmińskie Towarzystwo Historyczne (niem. Historischer Verein für Ermland e.V, skrót HVE) – stowarzyszenie założone 29 października 1856 roku we Fromborku w siedzibie diecezji warmińskiej w dawnych Prusach Wschodnich. Założycielami byli uczeni z Braniewa i kuria warmińska.
Celem stowarzyszenia było "Badanie historii i zabytków przeszłości Warmii, nie tylko pod świeckim - lecz także pod kościelnym względem (...) na gruncie czysto naukowym" (ze statutu z  1857 r.).
W roku 1945 tymczasowo stowarzyszenie zawiesiło działalność, jednakże na początku 1955 r. zostało reaktywowane z siedzibą w Münster (Westfalia).
Obecnie stowarzyszenie liczy około 320 członków, posiada bibliotekę i wydaje czasopismo "Zeitschrift für die Geschichte und Altertumskunde Ermlands". Podczas reaktywacji w 1955 r. zakres pracy został poszerzony o badania naukowe historii Kościoła w całych dawnych Prusach, z uwzględnieniem historii kultury. Od lat siedemdziesiątych XX w. stowarzyszenie budowało bliskie kontakty z polskimi historykami i instytucjami naukowymi w Polsce.
W czasie obchodów 150-lecia w 2006 stowarzyszenie przygotowało wystawę oraz sesję naukową, wspólnie z Muzeum Warmii i Mazur w Olsztynie.
Od 2014 przewodniczącym Warmińskiego Towarzystwa Historycznego jest Hans-Jürgen Bömelburg. W 2009 roku po raz pierwszy do zarządu towarzystwa weszli polscy historycy, wiceprezesem towarzystwa został ks. prof. Andrzej Kopiczko, członkiem zarządu został prof. Robert Traba.

## Przewodniczący Warmińskiego Towarzystwa Historycznego
- Anton Eichhorn 1856-1869
- Andreas Thiel 1869-1886
- Joseph Bender 1886-1893
- Franz Hipler 1894-1898
- Franz Dittrich 1899-1915
- Victor Röhrich 1915-1925
- Georg Lühr 1925-1937
- Hans Schmauch 1937-1945 und 1955-1966
- Ernst Manfred Wermter 1967-1971
- Brigitte Poschmann 1971-1989
- Hans-Jürgen Karp 1989-2014
- Hans-Jürgen Bömelburg od 2014